# Diindénopérylène
Le diindénopérylène, souvent abrégé en DIP, également appelé périflanthène, est un hydrocarbure aromatique polycyclique de formule C32H16 qui fait l'objet de recherches comme semiconducteur organique ayant des applications potentielles en électronique (pastilles RFID) et en optoélectronique (cellules photovoltaïques et diodes électroluminescentes organiques). La molécule est plane et dérive structurellement du pérylène avec deux groupes indéno fusionnés de part et d'autre, ses dimensions étant d'environ 1,84 × 0,7 nm. Sa masse molaire vaut 400,47 g·mol-1, et sa température de sublimation dépasse 330 °C. Il est apolaire et par conséquent seulement faiblement soluble, par exemple dans l'acétone. Sa synthèse a été décrite en Allemagne dès 1934 et aux États-Unis en 1964. 
Le DIP est un pigment rouge et a été utilisé comme matériau actif pour l'enregistrement optique. En raison de ses caractéristiques d'émission lumineuse proches de celles du pérylène, il a été utilisé pour réaliser des diodes électroluminescentes organiques. Des transistors à effet de champs organiques en DIP ont également été étudiés ; la mobilité des porteurs de charge obtenue pour ces transistors en couches minces à grille en dioxyde de silicium atteignait 0,1 cm2·V-1·s-1, faisant du DIP un bon candidat pour investiguer de futures optimisations.
La structure de cristaux de DIP a été récemment étudiée par Pflaum et al, qui ont mis en évidence deux phases distinctes à température ambiante et au-dessus de 160 °C. On a montré que le DIP adopte une structure très bien ordonnée dans les couches minces déposées par jet moléculaire organique en quasi équilibre, c'est-à-dire ici pour des températures de substrat voisines de 130 °C,. La structure des couches minces de DIP a été caractérisée après épitaxie,,, avec des structures différant de celles observées à température ambiante sur des échantillons massifs. Ces structures en couches minces dépendent du substrat sur lequel les couches ont été déposées ainsi que de la température d'épitaxie.